# Analizatorul gustativ
Analizatorul gustativ are rolul de a informa asupra calității alimentelor introduse în gură, dar intervine și în declanșarea reflexă necondiționată a secreției glandelor digestive.

## Segmentul periferic
Segmentul periferic al analizatorului gustativ este format de corpusculi gustativi care se regăsesc în grosimea epiteliului lingual și bucofaringian. Mucoasa linguală este o membrană de culoare roz alcătuită din epiteliu pavimentos stratificat și corion, în care se află formațiuni caracteristice numite papile linguale. Denumirea acestora este legată de forma pe care o au:
- Papilele calciforme, în număr restrâns (7-11), sunt cele mai mari papile gustative și se găsesc la baza limbii, sub forma literei V, cu deschidere spre vârful limbii. Papila calciformă este alcătuită dintr-un mamelon cilindric în jurul căruia se află un șanț perimamelonar și un caliciu care înconjoară șanțul perimamelonar. În pereții șanțului perimamelonar, ai mamelonului și ai caliciului se află formațiuni specializate pentru perceperea excitațiilor gustative numite corpusculi gustativi.

Corpusculul gustativ are formă ovoidă. Vârful său comunică cu șanțul perimamelonar printr-un canal gustativ. Baza corpusculului gustativ e așezată pe membrana bazală a epiteliului. Corpusculul gustativ conține celule de susținere și celule senzoriale. Celulele senzoriale au la vârf un cil gustativ care iese prin canalul gustativ în șanțul perimamelonar. La baza celulelor senzoriale se găsesc terminațiile aferente ale nervilor gustativi. Între celulele gustative se găsesc celulele de susținere.
- Papilele fungiforme se află pe vârful și pe marginile limbii. Au forma unor ciuperci, prezentând la vârf o umflătură numită cap sprijinită pe o porțiune subțire numită pedicul. Fața superioară a capului conține corpusculi gustativi.

- Papilele foliate sunt reprezentate prin niște lame paralele, asemenea foilor unor cărți. Ele se găsesc în posterior și pe marginile limbii având pe suprafața lor corpusculi gustativi.

- Papilele filiforme sunt alcătuite dintr-o parte centrală care se desface la vârf în mai multe firișoare. Au rol numai în sensibilitatea generală a limbii, lipsindu-le corpusculii gustativi. Mucoasa linguală prezintă și glande mucoase, care se deschid în șanțurile circulare ale papilelor, având rol deosebit în funcția gustativă.

## Segmentul intermediar
Segmentul intermediar (calea gustativă) este constituit dintr-un releu cu trei neuroni senzitivi: primul, situat în ganglionii nervoși ai nervilor faciali, glosofaringian și vag; al doilea, situat în nucleul tractului solitar din trunchiul cerebral; al treilea, situat în talamus. Axonii primului neuron împrumută calea nervilor menționați iar axonii celui de-al doilea neuron însoțesc lemniscul medial.

## Segmentul central
Segmentul central se află în zona inferioară a girului postcentral, la care ajung axonii celui de-al treilea neuron sub formă de fibre talamocorticale.